# Republikken Østturkestan
Den anden østturkestanske republik eller Den østturkestanske republik var en sovjetisk støttet republik, som bestod fra 12. november 1944 til 20. oktober 1949 i tre nordlige distrikter (Ili, Tacheng og Altay) i provinsen Xinjiang i Republikken Kina, senere den autonome region Xinjiang i Folkerepublikken Kina.

## Baggrund
Fra 1934 til 1941 var Xinjiang under indflydelse fra Sovjetunionen lige som Ydre Mongoliet. Den lokale krigsherre Sheng Shicai (盛世才) var afhængig af Sovjetunionens militære støtte og af samhandel med SSSR. Den sovjetiske regering udstationerede et regiment soldater fra indenrigsdepartementet i Kumul fra oktober 1937 for at afværge en japansk offensiv i Sinkiang gennem Indre Mongoliet, og til gengæld fik russerne konsessioner på olieboringer, tin- og tungstenminer og handelsbetingelser, som var yderst gunstige for dem.
Den 26. november 1940 indgik Sheng Shicai en aftale, som gav Sovjetunionen yderligere konsessioner i hele provinsen Sinkiang for 50 år. Aftalen omfattede også områder, som grænsede til Indien og Tibet. Aftalen indebar i praksis, at Sinkiang kom under under fuld sovjetisk politisk og økonomisk kontrol. . Efter denne aftale blev store undersøgelsesekspeditioner sendt af sovjetterne til Sinkiang i 1940-1941 og store mængder mineralforekomster, blandt dem uran og beryllium, blev fundet i bjergene nær Kashgar og i Altay-området. (Malm af begge mineraler blev senere leveret fra Sinkiangs miner i Altay til Sovjetunionen frem til slutningen af 1949 og blev benyttet i sovjetternes udvikling af deres første atombombe.)
Efter den tyske invasion af Sovjetunionen i juni 1941 og USAs indtræden i 2. verdenskrig i december 1941, blev Sovjetunionen mindre attraktiv og Kuomintang langt mer attraktiv som støtte. Mod slutningen af 1942 krævede Sheng, at Sovjetunionen skulle trække alle statens militære styrker og politiske udsendinger ud af Xinjiang. I 1943 blev Sheng udnævnt til leder for Kuomintangs afdeling i Xinjiang, og han lod KMT-kadre strømme ind i provinsen. Sommeren 1944, efter at tyskerne havde lidt nederlag på Østfronten, forsøgte han på ny at genvinde kontrol over hele Xinjiang og vendte sig igen til Sovjetunionen for hjælp. Men denne gang nægtede Stalin at have noget med ham at gøre. Kuomintang fjernede ham fra Xinjiang i august 1944 ved at udnævne ham til en lavere stilling i skovbrugsministeriet i Chongqing.

## Oprør
Efter Sheng Shicais afrejse fra Xinjiang fik den nye Kuomintang-administration voksende problemer med at opretholde ro og orden. Den 16. september 1944 mislykkedes det for tropper, som var blevet sendt til det hovedsagelig etnisk kasakhiske amt Gongha, at kontrollere en gruppe oprørere. Den 8. oktober havde oprørerne erobret amtshovedstaden, Nilka. I løbet af oktober brød "tredistriktsrevolutionen" ud i området, især syd for Ghulja, i distrikterne Ili, Altay og Tacheng i det nordlige Xinjiang. Med støtte fra Sovjetunionen og med forstærkninger fra et antal flygtninge fra Xinjiang, som var blevet trænet i Sovjetunionen, kunne oprørerne hurtigt tage kontrollen over de tre distrikter. Ghulja blev indtaget i november. Den etnisk kinesiske befolkning i regionen blev mindsket ved massakrer og udvisninger. Der efter udråbte Elihan Töre "Turkestans islamiske regering":
"Turkestans islamiske regering er blevet til: lovet være Allah for hans mange velsignelser! Allah være priset! Allah har styrket os med heltemodet til at styrke de undertrykkende kineseres regering. Men selv om vi har fred selv, kan det være velbehagelig for vor Guds åsyn hvis vi bare står og ser på, mens i, vore trosfæller ... fortsat må tåle den blodige underkastelsens krænkelse under de kinesiske vildmænds undertrykkende styres sorte politik? Vor Gud ville så vist ikke sætte pris på det. Vi vil ikke kaste vore våben til side, før vi har befriet jer fra den kinesiske undertrykkers fem blodige fingres magtgreb, eller før den kinesiske undertrykkers regerings selve rødder er udtørret og død hen fra Østturkestans marker, de som vi har som vore fædrene arvestykker».
Oprørerne krævede en afslutning på kinesisk styre, lighed for alle nationaliteter, fri brug af lokale sprog, venskabelige forbindelser med Sovjetunionen og en ende på den kinesiske indvandring til Xinjiang. De militære styrker, som stod til oprørets disposition, var den nydannede Ili nationale armé, med overvejende uighurske, kasakhiske og hviderussiske styrker (omtrent 25.000 soldater, væbnede og trænede af Sovjetunionen og forstærkede med regulære enheder fra Den røde armé), og en gruppe kasakhiske «'karai»-stammekrigere under Osman Baturs kommando (indtil 20.000 ryttere). Kasakherne trængte frem i nord, INA i syd. I september 1945 stod Kuomintang-hæren og INA-styrkerne over for hinanden på hver sin side af floden Manas nær Ürümqi. På denne tid holdt Den anden østturkestanske republik Zungaria, mens Kuomintang kontrollerede de overvejende uighurske dele af det sydlige Xinjiang.

## Forhandlinger
I august 1945 undertegnede Kina en venskabs- og forbundsaftale, som indrømmede Sovjetunionen en række af de løfter, som USA havde givet under Jaltakonferencen. Dette afsluttede den sovjetiske støtte til Den østturkestanske republik. Kuomintang opnåede en forhandlingsløsning med republikkens ledere i juli 1946. Men i virkeligheden var det kun lidt, som ændrede sig. Republikken forblev de facto en uafhængig prosovjetisk stat med egen valuta og egne militære styrker. Politisk virksomhed i republikken var kun "Unionen for Forsvaret af Fred og Demokrati" tilladt, et parti af leninistisk type og af etpartimodel.
Kuomintangs folk blev erklærede uønsket i de tre distrikter, og de på sin side begyndte da at støtte oppositionspolitikere. Blandt dem var Elihan Töre, som forsvandt under et besøg i Sovjetunionen, og den kasakhiske leder Osman Batur, som brød med de andre oprørere, da deres prosovjetiske indstilling blev åbenbar. Kuomintang udnævnte en række centrale uighurer som rådgivere til Xinjiangs administration og gjorde Ehmetjan Qasim, lederen af Den østturkestanske republik, til viceformand i sin provinsledelse.

## Afslutningen
Mod slutningen af 1949 krydsede Folkets Befrielseshær Yangtze-floden og afskar dermed Kuomintang-styret i det sydlige Xinjiang fra resten af Kuomintang-områderne i landet. Nogen KMT-folk flygtede til Indien, Afghanistan og Pakistan, men de fleste overgav sig til Det kinesiske kommunistparti. Denne "fredelige befrielse" af Xinjiang var fuldført ved udgangen af oktober 1949, skønt Osman Batur og hans kasakher fortsatte modstanden til 1954. I juli 1949 sendte partiet Deng Lichun for at forhandle med Den østturkestanske republiks lederskab i Ghulja (Yining på kinesisk). Mao Zedong inviterede lederne af Den østturkestanske Republik til at deltage under Folkets nationale konsultative konference senere samme år. Lederne af Den østturkestanske republik drog til Sovjetunionen, hvor de fik besked om at samarbejde med Det kinesiske kommunistiske parti. I august steg Exmetjan Qasimi, Abdulkerim Abbas, Delilhan Sugurbayev, Ishaq Beg og Luo Zhi om bord et fly i Alma-Ata, som satte kurs mod Beijing. Den 3. september informerede Sovjetunionen den kinesiske regering om, at flyet var styrtet ned, og at alle om bord var omkommet.
Uden sine mest centrale personligheder gik republikkens tilbageværende ledere med på at inkorporere de tre distrikter i Den uighurske autonome region Xinjiang og selv tage imod vigtige embeder i administrationen.